# Йован Дучич
Йован Дучич (на сръбски: Јован Дучић; 1871 – 1943) е босненско-херцеговински и сръбски югославски поет, писател и дипломат.
Академик на Сръбската академия на науките и изкуствата от 1937 г. Съосновател на сръбската националистическа група „Народна отбрана“.

## Биография
Йован Дучич е роден на 17 февруари 1871 г. в град Требине, който по онова време влиза в състава на Босненския вилает на Османската империя. Завършва местното общообразователно училище и задочно обучение в Мостар и по-късно учи за учител в Сомбор. В продължение на няколко години работи като учител в разни градове, след което се завръща в Мостар и започва издаването на собствения литературен вестник „Зора“ (1896 – 1901), в съавторство с писателя Светозар Чорович и поета Алекса Шантич.
Неприкритият сръбски патриотизъм на Дучич довежда до проблеми с властите – тогава момент Босна и Херцеговина е под контрола на Австро-Унгария – и той решава да замине в чужбина да продължи обучението си, основно в Женева и Париж. Завършва висшето си юридическо образование в университета в Женева.
Завръща се в родината си през 1907 г., установявайки се на сръбска дипломатическа служба. Въпреки че преди това се изказва против създаването на Югославия, прави доста успешна кариера в дипломацията, като по различно време служи в Истанбул, София, Рим, Атина, Кайро, Мадрид и Лисабон. През 1937 г. става пръв югославски посланик в Румъния. Свободно говори няколко чужди езика, печели си репутацията на безупречен дипломат. Посмъртно е публикуван негов сборник с дипломатически писма – в САЩ (1952) и в Югославия (1991).
Най-голяма слава обаче Дучич получава като поет. Първия си поетичен сборник публикува още в Мостар през 1901 г., а втория – в Белград през 1912 г. В творбите му се вижда ясно влиянието на Воислав Илич, водещ сръбски поет от края на 19 век. Многото пътувания из Европа позволяват на автора да създаде свой собствен уникален стил, в основата на който е течението на символизма. Поезията на Дудич засяга теми, нетипични за сръбските автори от предишните поколения. В стремежа си да придаде на своите произведения по-голямо символично значение, пише стихове по френски маниер само в 2 стила: дванадесетсложно и единадесетсложно. Освен на поезия и проза, Дудич е автор и на множество есета и научни статии по литература. Високо ценени са неговите поетични писма, написани в Швейцария, Гърция, Испания и други страни.
По време на нахлуването в Югославия на фашистка Германия през 1941 г. Дучич емигрира в САЩ, където се заселва при свой далечен роднина в град Гери, щата Индиана. Там в продължение на 2 години до смъртта си е начело на чикагската организация на Сръбската народна отбрана (основана през 1914 г. от Михаил Пупин), която представлява сръбската диаспора в Съединените щати. По онова време Дучич е доста продуктивен, пише много стихове, исторически книги и вестникарски статии, засягащи темите за сръбските национални интереси и протести срещу масовите убийства на сърби от пронацисткия хърватски режим на усташите.
Умира в голямото село Либъртивил (край Чикаго), щата Илинойс на 7 април 1943 г. Погребан е там в гробището на сръбския православен манастир „Св. Сава“. Самият Дучич в завещанието си иска да бъде погребан в родния си Требине, поради което на 22 октомври 2000 г. останките му са пренесени в специално построения за това манастир Херцеговинска Грачаница.

## Памет
Портретът на Дучич е на националната валута на Босна и Херцеговина, като е изобразен на банкнота от 50 конвертируеми марки.

## Творби
- Pjesme, knjiga prva, izdanje uredništva Zore u Mostaru, 1901
- Pesme, Srpska književna zadruga, Kolo XVII, knj. 113. Beograd, 1908
- Pesme u prozi, Plave legende, pisano u Ženevi 1905. Beograd, 1908
- Pesme (štampa „Davidović“), Beograd, 1908
- Pesme, izdanje S. B. Cvijanovića, Beograd, 1911
- Sabrana dela, Knj. I-V. Biblioteka savremenih jugoslovenskih pisaca, Beograd, Izdavačko preduzeće „Narodna prosveta“ (1929 – 1930). Knj. I Pesme sunca (1929)
- Knj. II Pesme ljubavi i smrti (1929)
- Knj. III Carski soneti (1930)
- Knj. IV Plave legende (1930)
- Knj. V Gradovi i himere (1930)
- Knj. VI Blago cara Radovana: knjiga o sudbini, Beograd, izdanje piščevo, 1932
- Gradovi i himere, (Putnička pisma), Srpska književna zadruga, Kolo XLII, Knj. 294. Beograd, 1940
- Federalizam ili centralizam: Istina o spornom pitanju u bivšoj Jugoslaviji, Centralni odbor Srpske narodne odbrane u Americi, Čikago, 1942
- Jugoslovenska ideologija: istina o jugoslavizmu, Centralni odbor Srpske narodne odbrane u Americi, Čikago, 1942
- Lirika, izdanje piščevo, Pitsburg, 1943
- Sabrana dela, Knj. X Jedan Srbin diplomat na dvoru Petra Velikog i Katarine I – Grof Sava Vladislavić – Raguzinski, Pitsburg, 1943
- Sabrana dela, Knj. VII-IX (Odabrane strane). Rukopise odabrali J. Đonović i P. Bubreško. Izdanje Srpske narodne odbrane u Americi, Čikago, 1951
- Sabrana dela, (uredili Meša Selimović i Živorad Stojković), Svjetlost, Sarajevo, 1969
- Sabrana dela, (uredili Meša Selimović i Živorad Stojković. Pregledao i dopunio Živorad Stojković), BIGZ, Svjetlost, Prosveta, Beograd-Sarajevo, 1989